# Chris Dowe
Chris Dowe (ur. 26 sierpnia 1991 w Louisville) – amerykański koszykarz, występujący na pozycji rzucającego obrońcy, obecnie zawodnik Maccabi Hunter Hajfa.
25 lipca 2019 dołączył do Anwilu Włocławek.
23 lipca 2020 został zawodnikiem izraelskiego Maccabi Hunter Hajfa.

## Osiągnięcia
Stan na 27 lipca 2020, na podstawie, o ile nie zaznaczono inaczej.
NCAA II
- Mistrz NCAA II (2011)
- Zaliczony do:
  - I składu:
    - GLVC (2013)
    - turnieju All-NCAA Midwest Regional (2011)

  - II składu:
    - GLVC (2012)
    - turnieju All-Midwest Region (2013)

  - III składu GLVC (2011)

Drużynowe
- Mistrz II ligi francuskiej (Pro-B – 2016)
- Wicemistrz Belgii (2017)
- Brązowy medalista mistrzostw Polski (2020)
- Zdobywca:
  - Pucharu Polski (2020)[5]
  - superpucharu Polski (2019)[6]